# Ramonda borealis
Ramonda borealis là một loài ruồi trong họ Tachinidae.